# Bridgeport (Ohio)
Pour les articles homonymes, voir Bridgeport.
Bridgeport est un village de l'État de l'Ohio, aux États-Unis, situé dans le comté de Belmont. Au recensement  de 2020, sa population est de 1 582 habitants. Il se situe sur la rive de la rivière Ohio en face de Wheeling (Virginie-Occidentale). Le village fait partie de la zone métropolitaine de Wheeling.

## Géographie
Bridgeport est situé le long de la rivière Ohio, à l'embouchure de la Wheeling Creek. Il y a deux passages vers la Virginie-Occidentale, le Military Order of the Purple Heart Bridge et une partie du Fort Henry Bridge. Autrefois, le pont d'Aetnaville et le pont de Bridgeport permettaient de rejoindre l'île de Wheeling, mais le premier a été fermé à la circulation en 2015 et le second a été démoli en 2011,.
Selon le Bureau du recensement des États-Unis, le village a une superficie totale de 3,57 km2, dont 3,55 km2 pour la terre et 0,03 km2 pour l'eau.

## Démographie
Au recensement de 2020, Bridgeport compte 1 582 habitants, 608 ménages et 909 unités d'habitation.

## Personnalités
- John Havlicek (1940-219), joueur de basket-ball, a fait ses études à la Bridgeport High School ;
- Joseph Henry Sharp (1859-1953), peintre né à Bridgeport ;
- John Todd Zimmer (1889-1957), ornithologue né à Bridgeport.